# Podziemniczkowate
Podziemniczkowate (Hymenogastraceae Vittad.) – rodzina grzybów znajdująca się w rzędzie pieczarkowców (Agaricales).

## Systematyka
Pozycja w klasyfikacji według Index Fungorum
Hymenogastraceae, Agaricales, Agaricomycetidae, Agaricomycetes, Agaricomycotina, Basidiomycota, Fungi.
Rodzaje
Takson Hymenogastraceae utworzył Carlo Vittadini w 1831 r. Według aktualizowanej klasyfikacji Index Fungorum bazującej na Dictionary of the Fungi do rodziny tej należą rodzaje:
- Flammula (Fr.) P. Kumm. 1871
- Galerina Earle 1909 – hełmówka
- Gymnopilus P. Karst. 1879 – łysak
- Hymenogaster Vittad. 1831 – podziemniczek
- Naucoria (Fr.) P. Kumm. 1871 – olszóweczka
- Phaeocollybia R. Heim 1931 – korzenianka
- Psathyloma Soop, J.A. Cooper & Dima 2016
- Pseudohelicomyces Garnica & E. Valenz. 2000
- Psilocybe (Fr.) P. Kumm. 1871 – łysiczka[2].

Polskie nazwy na podstawie pracy Władysława Wojewody z 2003 r.